# FIA WTCC belga nagydíj
A FIA WTCC belga nagydíjnak jelenleg a Circuit de Spa-Francorchamps ad otthont Belgiumban. 2010-ben és 2011-ben Circuit Zolder-en tartották a versenyt.

## Futamgyőztesek
| Év   | Versenyző                        | Gyártó     | Helyszín          | Összefoglaló |
| ---- | -------------------------------- | ---------- | ----------------- | ------------ |
| 2014 | 1. verseny : Yvan Muller         | Citroën    | Spa-Francorchamps | Összefoglaló |
| 2014 | 2. verseny : José María López    | Citroën    | Spa-Francorchamps | Összefoglaló |
| 2011 | 1. verseny : Robert Huff         | Chevrolet  | Zolder            | Összefoglaló |
| 2011 | 2. verseny : Gabriele Tarquini   | SEAT       | Zolder            | Összefoglaló |
| 2010 | 1. verseny : Gabriele Tarquini   | SEAT       | Zolder            | Összefoglaló |
| 2010 | 2. verseny : Andy Priaulx        | BMW        | Zolder            | Összefoglaló |
| 2005 | 1. verseny : Dirk Müller         | BMW        | Spa-Francorchamps | Összefoglaló |
| 2005 | 2. verseny : Fabrizio Giovanardi | Alfa Romeo | Spa-Francorchamps | Összefoglaló |